# Lalitpur (huyện của Ấn Độ)
Huyện Lalitpur là một huyện thuộc bang Uttar Pradesh, Ấn Độ. Thủ phủ huyện Lalitpur đóng ở Lalitpur. Huyện Lalitpur có diện tích 5039 ki lô mét vuông. Đến thời điểm năm 2001, huyện Lalitpur có dân số 977447 người.